# Art Kitching
Art Kitching est un acteur canadien, né à Vancouver.

## Biographie
Art Kitching quitte Vancouver pour étudier à l'école nationale de théâtre à Montréal, recevant son diplôme en 1997. Il reste au Québec pendant deux ans, revient ensuite à Vancouver et connaît le succès.

## Filmographie
- 1998 : Out of Mind: The Stories of H.P. Lovecraft (TV) : Randolph Carter
- 1998 : Free Money : Kyle
- 1995 : 4 et demi... (série TV) : Gordon (1998-)
- 1999 : Chantage sans issue (36 Hours to Die) (TV) : Officer Mason
- 1999 : Bonanno: A Godfather's Story (TV) : Florida Detective #2
- 1999 : Grey Owl, celui qui rêvait d'être indien (Grey Owl) : Halifax Reporter
- 1999 : P.T. Barnum (TV) : Samuel Hurd
- 2000 : Anne of Green Gables: The Continuing Story (TV) : Belmont Clerk
- 2000 : Murder at the Cannes Film Festival (TV)
- 2005 : Fetching Cody : Paramedic #1